# Lac la Ronge
Lac la Ronge je ledovcové jezero v kanadské provincii v Saskatchewanu. Je to páté největší jezero této provincie.
Nachází se přibližně 250 km na sever od města Prince Albert na okraji Kanadského štítu. Na západním břehu jezera jsou obce La Ronge, Air Ronge a indiánská rezervace Lac La Ronge First Nation. Jezero je populární prázdninovou destinací. Dostupné rekreační vyžití zahrnuje rybaření, projížďky na loďkách a motorových člunech, vodáctví, pěší turistiku a táboření. Kolem tří stran jezera se táhne provinční park Lac La Ronge Provincial Park, začíná u La Ronge a končí na východním břehu. Součástí parku jsou 4 autokempy, z nichž 2 jsou na západním břehu jezera a jeden zabírá dvě ulice obce Missinipe, která je na jihovýchodním břehu Vydřího jezera. Missinipe je kríjské jméno pro řeku Churchill, která protéká severní hranicí parku. Čtvrtý autokemp je na východním břehu jezera Nemeiben. U něj se také nachází lovecká a rybářská chata (asi 26 km severně od La Ronge).
Vodopády Nistowiak, na řece Rapid (přítok Churchillu), která tvoří odtok jezera do řeky Churchill, jsou jedněmi z nejvyšších v Saskatchewanu. Dají se pozorovat z vodáckých tras na severní straně parku. Přehrada Lac la Ronge Dam byla vybudována kousek za ústím jezera do řeky Rapid v roce 1966, aby se nechala regulovat výše jezerní hladiny. Sypaná hráz je 3,1 metru vysoká a její součástí jsou čtyři výpustě. V roce 2007 byla vylepšena a byl zde instalován tzv. žebřík pro ryby.
Kolem západní strany jezera je vedena silnice Highway 2 a končí v La Ronge, kde se z ní stává silnice nižší třídy Highway 102. Silnice Highway 915 zajišťuje po severní straně parku přístup k obci Stanley Mission. Ta je na břehu řeky Churchill naproti anglikánskému kostelu Holy Trinity Anglican Church, nejstarší budově v Saskatchewanu.

## Druhy místních ryb
V jezeře můžeme naleznout candáty kanadské (anglicky sauger), candáty druhu Sander vitreus (anglicky walleye), okouny druhu Perca flavescens (anglicky yellow perch), štiky druhu Esox lucius (anglicky northern pike), siveny druhu Salvelinus namaycush (anglicky lake trout), síhy druhu Coregonus clupeaformis (anglicky lake whitefish), síhy druhu Coregonus artedi (anglicky cisco), mníky, pakaprovce druhu Catostomus commersonii (anglicky white sucker) a pakaprovce druhu Catostomus catostomus (anglicky longnose sucker).